# RSC Anderlecht
Der Royal Sporting Club Anderlecht (deutsch Königlicher Sportklub Anderlecht), kurz RSC Anderlecht oder RSCA, ist ein Fußballverein aus Anderlecht in der Region Brüssel-Hauptstadt, Belgien. Die Heimspielstätte ist der Lotto Park mit 21.500 Plätzen. Der aktuelle Präsident ist Wouter Vandenhaute.

## Geschichte
Am 27. Mai 1908 gründeten 13 Fußball-Freunde den Sporting Club Anderlecht, um den Sport in der Gemeinde Anderlecht in der Umgebung von Brüssel zu fördern. Zu seinem 25. Geburtstag im Jahr 1933 wurde dem Club der Titel Société Royale verliehen.
Bereits früh konnte der Verein Erfolge auf lokalem Niveau feiern, was im Jahr 1912 dann auch auf nationaler Ebene gelang. Im Jahr 1921 erreichte der Verein die Teilnahme an der Division d’Honneur, dem Vorgänger der derzeitigen Division 1A (höchste belgische Liga). Nach wechselvollen Jahren, in denen sich die Mauve et Blanc (die Lila-Weißen) als Fahrstuhlmannschaft präsentierten, die ständig an höchstes nationales Niveau anklopfte, um sich umgehend wieder in niedrigere Sphären zu verabschieden, gelang schließlich im Jahr 1935 der Wiederaufstieg in die oberste Liga. Seitdem ist Anderlecht ununterbrochen Teil der stärksten belgischen Spielklasse, was in Belgien lediglich durch die Serie von Standard Lüttich überboten wird (seit 1921 ohne Unterbrechungen in Liga 1).
Der richtige Durchbruch gelang dem Club aus dem Brüsseler Vorort nach dem Ende des Zweiten Weltkrieges. So konnte im Jahr 1947 der erste nationale Meistertitel gefeiert werden. Ihm sollten auf Landesebene bis heute 33 weitere Landesmeistertitel, neun nationale Pokalsiege und dreizehn belgische Supercuptitel folgen.
Auch auf internationaler Ebene konnten die Belgier auf sich aufmerksam machen. Anfang der 1970er Jahre erreichte man das Finale des Messepokals, musste jedoch aufgrund eines Auswärtstores dem FC Arsenal den Vortritt lassen. Nach bemerkenswerten Auftritten wurden wenige Jahre später drei aufeinanderfolgende Finalteilnahmen im Pokalsieger-Wettbewerb verzeichnet, von denen zwei (1976 und 1978) gewonnen werden konnten. Im Jahr 1977 musste man sich knapp durch zwei späte Tore dem Hamburger SV geschlagen geben, jedoch gelang in beiden siegreichen Jahren der Gewinn des Europäischen Supercups. Fünf Jahre nach dem zweiten europäischen Titel wurde der UEFA-Pokal gewonnen. Im darauffolgenden Jahr 1984 musste man sich im Finale des UEFA-Cups dem Sieger Tottenham Hotspur erst im Elfmeterschießen geschlagen geben. Obwohl im Jahr 1990 noch einmal der Einzug in das Pokalsieger-Finale gegen Sampdoria Genua gefeiert werden konnte, wartet Anderlecht nun bereits seit mehr als 20 Jahren auf eine erfolgreiche Fortsetzung der großen Triumphe auf der internationalen Ebene. Am 6. März 2008 kassierte der RSC mit 0:5 gegen den FC Bayern München die höchste Niederlage im internationalen Geschäft, im Rückspiel am 12. März 2008 gelang in der Allianz Arena ein 2:1, womit sich der Verein aus dem UEFA-Pokal verabschiedete. In der darauffolgenden Saison schied der RSC in der 2. Qualifikationsrunde zur UEFA Champions League 2008/09 gegen den belarussischen Meister BATE Baryssau mit 1:2 (Heimspiel) und 2:2 bereits frühzeitig aus. In der anschließenden Spielzeit schied der Verein in den Champions League Playoffs gegen Olympique Lyon (1:5 Hin-, 1:3 Rückspiel) aus, erreichte danach jedoch noch das Achtelfinale der Europa League, wo man gegen den Hamburger SV (1:3, 4:3) vollends aus dem internationalen Geschäft ausschied.
Zum Ende der Saison 2009/10 konnte der RSC Anderlecht seine 30. nationale Meisterschaft feiern. Dadurch qualifizierte sich der Verein für die dritte Qualifikationsrunde zur UEFA Champions League, wo sich der Brüsseler Verein gegen den walisischen Vertreter The New Saints FC durchsetzte, ehe man in den Play-offs im Elfmeterschießen gegen den FK Partizan Belgrad ausschied. Dadurch nahm der RSC Anderlecht an der UEFA Europa League teil. Nach überstandener Gruppenphase schied der Verein im Sechzehntelfinale gegen Ajax Amsterdam aus.
In der Saison 2016/17 gewann der RSC Anderlecht seine 34. und bis heute letzte Meisterschaft unter dem Schweizer Trainer René Weiler. Die Mannschaft war sowohl in der Qualifikationsrunde wie auch in den Play-offs die in allen Bereichen statistisch beste. In der UEFA Europa League schied man im Viertelfinale nach Verlängerung gegen den späteren Gewinner Manchester United aus.
In der Saison 2018/19 erreichte der RSC Anderlecht zwar die Play-off-Meisterrunde. Dort verlor die Mannschaft jedoch die ersten drei Spiele. Das vierte Spiel wurde infolge randalierender Anderlecht-Fans abgebrochen und schließlich 0:5 verloren gegen Anderlecht gewertet. Bei sieben Punkte Rückstand auf einen Platz, der zur Teilnahme an einem europäischen Pokalwettbewerb berechtigt, wurde am 16. April 2019 im gegenseitigen Einvernehmen die Trennung mit Trainer Fred Rutten vereinbart. Als Interimstrainer wurde Karim Belhocine verpflichtet. Trotzdem stand die Mannschaft am Ende der Play-off-Runde auf Platz 6 und ist somit für keinen europäischen Pokalwettbewerb in der Folgesaison qualifiziert.
Neben den fehlenden Einnahmen aus dem Europapokal in der Saison 2019/20 ist der RSC Anderlecht noch mit einer Geldstrafe der FIFA in Höhe von umgerechnet 177.000 Euro wegen Verstößen gegen die Transferregeln bei Minderjährigen in den Jahren 2011 bis 2013 belastet. Bei der Strafe berücksichtigte die FIFA positiv, dass der RSC Anderlecht seine Praxis seit 2013 umgestellt hat.
Die Saison 2019/20 begann Anderlecht schwach. Nach dem 10. Spieltag stand der Verein auf Platz 13, arbeitete sich aber im weiteren Saison hoch und stand am 29. Spieltag, als die Saison infolge der COVID-19-Pandemie abgebrochen wurde, auf Platz 8. Bei günstigen Ausgang der Spiele des 30. Spieltages wäre noch Platz 6 und damit die Meisterrunde und zumindest die Qualifikation zur Europa League erreichbar gewesen. Infolge des Saisonabbruches war der RSC Anderlecht in der zweiten Saison in Folge nicht für den Europacup qualifiziert.
Ende Mai 2020 wurde ein Plan RSCA 2020–2025 vorgestellt, mit dem die Finanzprobleme des Vereins gelöst werden sollen. Marc Coucke bleibt Haupt-Eigentümer, trat aber als Präsident zurück. Durch den Verwaltungsrat wurde am 3. Juni 2020 Wouter Vandenhaute zum neuen Präsidenten gewählt. Durch Vandenhaute, dem Spieler Vincent Kompany und weiteren Anteilseigne wurden insgesamt 20 Millionen Euro neues Kapital für den Verein aufgebracht.
Nachdem der RSC Anderlecht die Saison 2021/22 mit dem 3. Platz in den Meister-Play-off abschloss, zu Beginn der Saison in den Play-offs zur Conference League gegen Vitesse Arnheim ausgeschieden war und das Pokalendspiel gegen KRC Genk verloren hatte, einigten sich Verein und Kompany einige Tage nach Saisonende auf eine einvernehmliche Aufhebung des Vertrages. Ende Mai 2022 wurde Felice Mazzù, der dafür seinen Trainervertrag beim Ligakonkurrenten Royale Union Saint-Gilloise kündigte, als neuer Trainer mit einem unbefristeten Vertrag verpflichtet. Nach dem 14. Spieltag in der Saison 2022/23 stand der RSC Anderlecht auf Platz 13 der Tabelle. Darauf wurde Mazzù mit sofortiger Wirkung entlassen. Als Interimstrainer wurde Robin Veldman, der Trainer der U 23-Mannschaft, beauftragt. Nach einigen Tagen zeichnete es sich ab, dass Veldmann diese Aufgabe bis zur Ligapause infolge der Fußballweltmeisterschaft 2022 ausüben sollte. Anfang Dezember 2022 wurde der Däne Brian Riemer als neuer Cheftrainer verpflichtet. Veldmann verblieb als Co-Trainer im Trainerstab der ersten Mannschaft. Bis zum Abschluss der Hauptrunde gelang es ihm, den Verein bis auf Platz 11 (von 18) zu verbessern. Das reichte aber nicht zum Erreichen der Play-off-Runde für eine Europapokal-Qualifikation. Im Pokal schied Anderlecht kurz vor Weihnachten im Achtelfinale gegen KRC Genk aus.
In der Saison 2023/24 wurde die Hauptrunde auf Platz 2 beendet. In den Meister-Play-off rutschte der Verein auf Platz 3 ab. Im Pokal schied man im Viertelfinale gegen den späteren Pokalsieger Royale Union Saint-Gilloise aus. Da dieser sich die Division 1A auf Platz 2 abschloss und somit die Qualifikation zur Champions League erreichte, genügte Platz 3 zum Erreichen der Play-offs zur Europa League. Durch zwei Siege über FK Dinamo Minsk dort erreichte Anderlecht die Ligaphase. Mitte September 2024 wurde Riemer nach dem 7. Spieltag der Division 1A entlassen. Der Verein stand dabei auf Platz 4. Nach Ansicht der Vereinsführung waren die Leistungen der Mannschaft nicht ausreichend. Vorläufig übernahm der Trainer der U 18-Mannschaft David Hubert das Training.

### Trainer in der Saison 2019/20
Für den Neustart in der Saison 2019/20 wurde Vincent Kompany für drei Jahre als Spieler und Manager verpflichtet. Er sollte die grundlegenden Entscheidungen wie Taktik und Aufstellung treffen, besaß aber keine Trainerlizenz. In Streitfragen galt Kompanys Entscheidung. Am 25. Mai 2019 wurde, ebenfalls für drei Jahre, als offizieller Cheftrainer Simon Davies verpflichtet.
Nachdem am 22. August 2019 Anderlecht nur zwei von zwölf möglichen Punkten erzielt hatte, wurde diese Aufgaben-Aufteilung verändert: Während bisher der jeweils älteste Spieler (nach Kompany) als Kapitän fungierte, übernahm nun Kompany diese Funktion dauerhaft. Dafür konzentrierte er sich an Spieltagen auf seine Aufgaben als Spieler.
Nachdem Anderlecht Anfang Oktober 2019 nach neun Spielen lediglich sechs von 27 möglichen Punkten geholt hatte, wurde Franky Vercauteren als neuer Cheftrainer verpflichtet. Vincent Kompany übte seine inoffizielle Rolle als Spielertrainer weiter aus. Der bisherige Cheftrainer Simon Davies verblieb zunächst als Assistenztrainer (Feldtrainer) beim Verein. Anfang Februar 2020 wurde aus persönlichen Gründen eine einvernehmliche Trennung einverbart.
Am 15. Oktober 2019 verwarnte die Lizenzkommission des belgischen Fußballverbandes den RSC Anderlecht, da Kompany nach den Feststellungen des Verbandes zumindest bis zum 26. September 2019 tatsächlich auch als Cheftrainer gehandelt hat, ohne dafür eine Trainerlizenz zu besitzen. Die Kommission richtete sich dabei nicht nach den Aussagen in den Arbeitsverträgen, sondern dem tatsächlichen Verhalten bei Pressekonferenzen und öffentlichen Trainings. Zudem habe der RSC Anderlecht selbst erklärt, dass Kompany das letzte Wort in Streitfragen habe. Deshalb verhängte sie gegen Anderlecht die höchstmögliche Geldstrafe in Höhe von 5.000 Euro. Sollte Kompany weiter Traineraufgaben ausüben, wurde dem Verein ein Lizenzentzug für die Erste Division angedroht.
Der RSC Anderlecht akzeptierte am 20. Oktober 2019 diese Strafe, betonte dabei aber, dass Kompany nicht als Trainer tätig sei. Er hätte lediglich Managementaufgaben übernommen. Der Verein verwies auf die vertraglichen Regelungen. Natürlich sei Kompany ein erfahrener Spieler, der vom Trainer schon mal um Rat gefragt würde, und der auch im Training eine Führungsrolle gegenüber den anderen Spielern übernehme.

## Vereinswappenhistorie

SC Anderlecht, 1908–1933
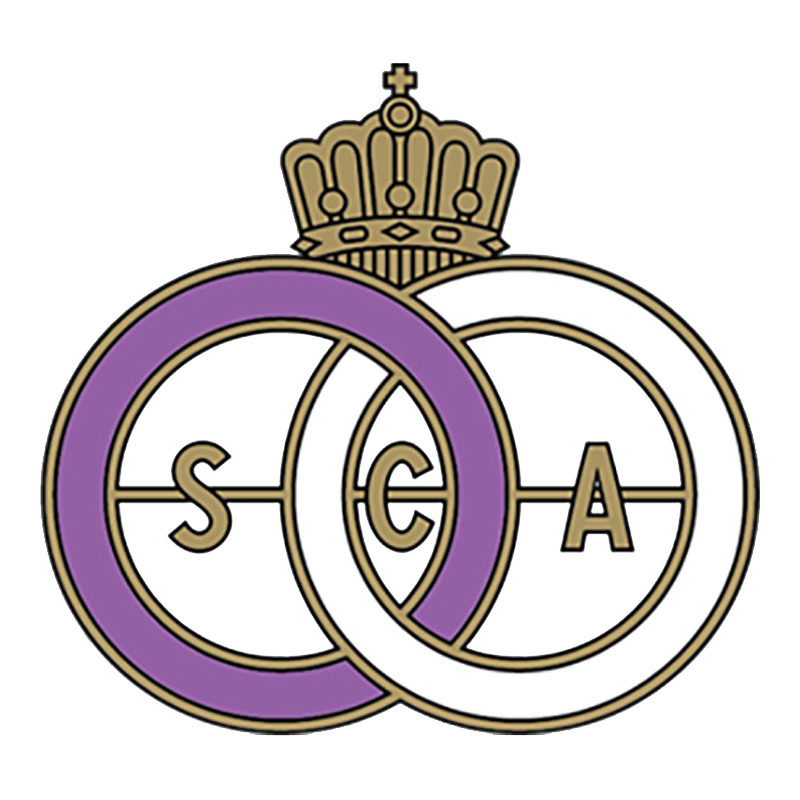
RSC Anderlecht, 1933–1959

## Bestechungsskandal
1997 räumten die Verantwortlichen des Clubs überraschend ein, dass vor dem Halbfinalrückspiel 1984 im UEFA-Cup der Schiedsrichter mit 27.000 Pfund bestochen wurde. Das Hinspiel hatte zuvor Nottingham Forest mit 2:0 gewonnen. Im Rückspiel, welches Anderlecht daraufhin mit 3:0 für sich entschied, wurden zwei auffällige Entscheidungen getroffen. Zum einen wurde ein Treffer von Nottingham Forest nicht gegeben und zum anderen bekam Anderlecht einen umstrittenen Elfmeter zugesprochen.
Nach Bekanntwerden des Vorganges forderte Nottingham Forest für sich die Möglichkeit, wenn sich Anderlecht das nächste Mal für einen europäischen Wettbewerb qualifizieren würde, diesen Platz übernehmen zu dürfen. Dieser Vorstoß führte jedoch ebenso ins Leere, wie später angestrengte Verfahren vor ordentlichen Gerichten.
Da der betreffende Schiedsrichter bereits verstorben war, hatte die UEFA keine Ansatzpunkte für weitere Ermittlungen und beschränkte sich darauf, den RSC Anderlecht zu verwarnen. Dabei wurde zu Gunsten des Clubs berücksichtigt, dass der Vorgang ohne das freiwillige Eingeständnis nicht entdeckt worden wäre.

## Stadion

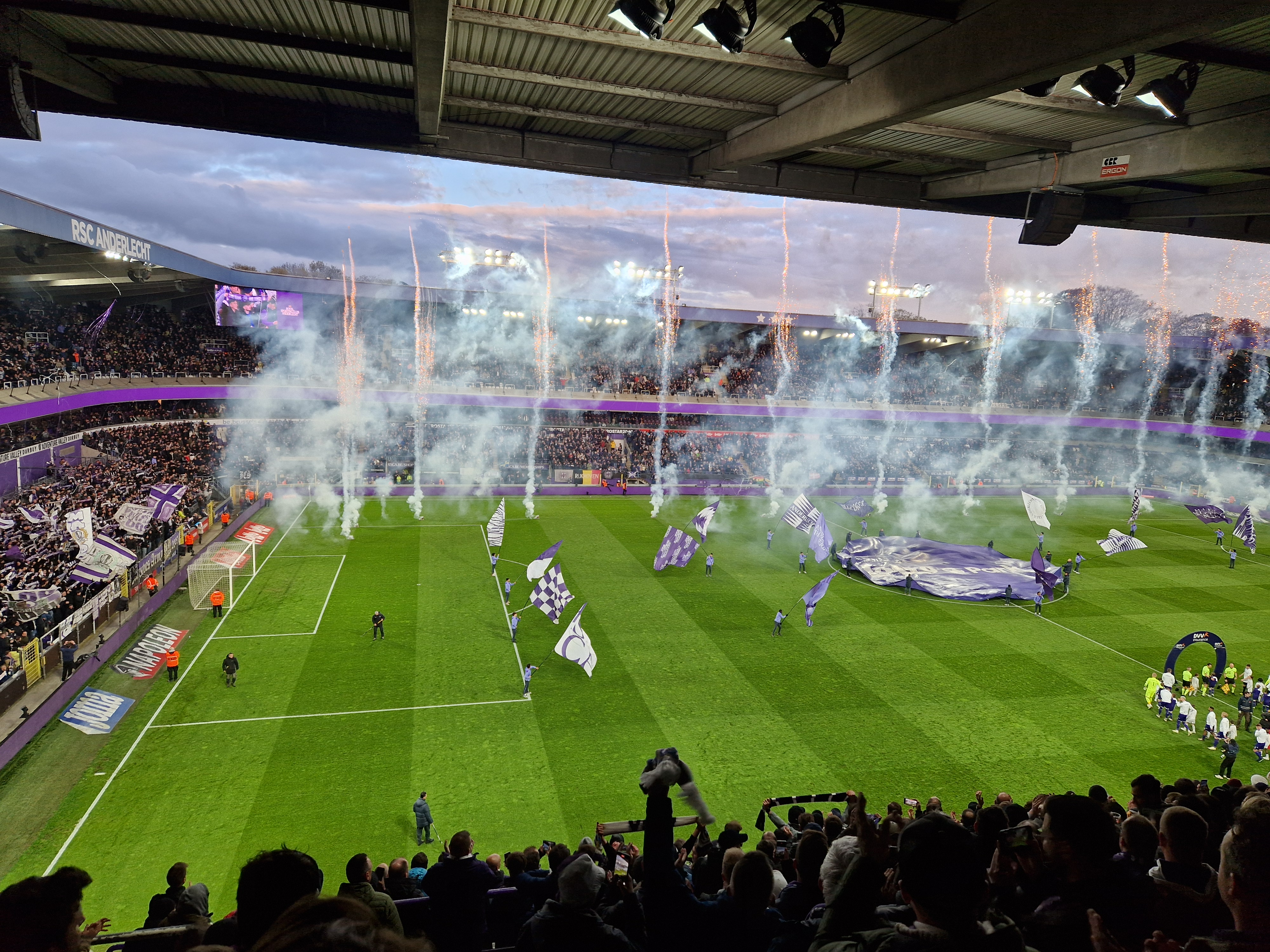
Lotto-Park-Stadion

Der RSC Anderlecht trägt seine Heimspiele im Lotto Park aus. Bis 2019 war es nach dem vormaligen belgischen Nationaltrainer Constant Vanden Stock benannt. 1917 wurde es mit nur einer Holztribüne erbaut. Damals lautete der Name des Stadions Stade Emile Verse. Es wurde aber auch Parc Astrid oder Astrid Park genannt. Später folgten weitere Tribünen. 1983 wurde die Anlage an derselben Stelle komplett neu errichtet. Das Stadion bietet 21.500 Zuschauern Platz. Zudem gibt es 1.500 Business-Logen sowie 400 V.I.P.-Logen.

## Titel
- Europapokal der Pokalsieger (2)
  - 1976, 1978
- UEFA-Pokal (1)
  - 1983
- UEFA Super Cup (2)
  - 1976, 1978
- Belgische Meisterschaft (34 – Rekordmeister)
  - 1947, 1949, 1950, 1951, 1954, 1955, 1956, 1959, 1962, 1964, 1965, 1966, 1967, 1968, 1972, 1974, 1981, 1985, 1986, 1987, 1991, 1993, 1994, 1995, 2000, 2001, 2004, 2006, 2007, 2010, 2012, 2013, 2014, 2017
- Belgischer Pokal (9)
  - 1965, 1972, 1973, 1975, 1976, 1988, 1989, 1994, 2008
- Belgischer Supercup (13)
  - 1985, 1987, 1993, 1995, 2000, 2001, 2006, 2007, 2010, 2012, 2013, 2014, 2017
- Belgischer Ligapokal (3; Rekordsieger)
  - 1973, 1974, 2000
- Turnier von Toulon (1; erster Sieger)
  - 1967

## Aktueller Kader 2025/26
Stand: 18. August 2025
| Nr. |             | Position | Name                |
| --- | ----------- | -------- | ------------------- |
| 2   | Deutschland | AB       | Zoumana Keita       |
| 3   | Danemark    | AB       | Lucas Hey           |
| 4   | Serbien     | AB       | Jan-Carlo Simić     |
| 5   | Senegal     | AB       | Moussa N‘Diaye      |
| 6   | Schweden    | AB       | Ludwig Augustinsson |
| 7   | Senegal     | MF       | Ilay Camara         |
| 8   | Niederlande | MF       | Cedric Hatenboer    |
| 9   | Serbien     | ST       | Mihajlo Cvetković   |
| 10  | Belgien     | MF       | Yari Verschaeren    |
| 11  | Belgien     | MF       | Thorgan Hazard      |
| 12  | Danemark    | ST       | Kasper Dolberg      |
| 13  | Kanada      | MF       | Nathan-Dylan Saliba |
| 16  | Danemark    | TW       | Mads Kikkenborg     |
| 17  | Belgien     | MF       | Théo Leoni          |
| 18  | Ghana       | MF       | Majeed Ashimeru     |
| 19  | Ecuador     | ST       | Nilson Angulo       |
| 20  | Argentinien | ST       | Luis Vázquez        |
| 21  | Mexiko      | ST       | César Huerta        |

| Nr. |             | Position | Name             |
| --- | ----------- | -------- | ---------------- |
| 22  | Marokko     | ST       | Elyess Dao       |
| 23  | Belgien     | MF       | Mats Rits        |
| 24  | Niederlande | MF       | Enric Llansana   |
| 25  | Belgien     | AB       | Thomas Foket     |
| 26  | Belgien     | TW       | Colin Coosemans  |
| 29  | Belgien     | MF       | Mario Stroeykens |
| 54  | Belgien     | AB       | Killian Sardella |
| 55  | Belgien     | AB       | Marco Kana       |
| 58  | Turkei      | AB       | Yasin Özcan      |
| 63  | Belgien     | TW       | Timon Vanhoutte  |
| 74  | Belgien     | MF       | Nathan De Cat    |
| 78  | Marokko     | MF       | Anas Tajaouart   |
| 79  | Marokko     | AB       | Ali Maamar       |
| 83  | Belgien     | AB       | Tristan Degreef  |
| 91  | Belgien     | ST       | Adriano Bertac   |
| 99  | Mali        | ST       | Ibrahim Kanaté   |
|     | Frankreich  | MF       | Alexis Flips     |

## Ehemalige Spieler
- Ferdinand Adams (1919–1933)
- Frank Arnesen (1983–1985)
- Celestine Babayaro (1994–1997)
- Walter Baseggio (1996–2007)
- Lucas Biglia (2006–2013)
- Gilbert Van Binst (1968–1980)
- Glen De Boeck (1995–2005)
- Danny Boffin (1991–1997)
- Hippolyte Van den Bosch (1943–1948, 1953–1958)
- John Bosman (1991–1996)
- Hugo Broos (1970–1983)
- Mbark Boussoufa (2006–2011)
- Kenneth Brylle (1979–1984)
- Ludo Coeck (1972–1983)
- Jean Cornelis (1958–1971)
- Bertrand Crasson (1989–1996, 1998–2003)
- Alexandre Czerniatynski (1982–1985)
- Marc Degryse (1989–1995)
- Olivier Deschacht (2001–2018)
- Johan Devrindt (1964–1970)
- Aruna Dindane (2000–2005)
- Jean Dockx (1971–1978)
- Johnny Dusbaba (1977–1981)
- François Van der Elst (1971–1980)
- Per Frimann (1982–1989)
- Nicolás Frutos (2006–2010)
- Guillaume Gillet (2008–2016)
- Bart Goor (1997–2001, 2005–2009)
- Walter De Greef (1981–1986)
- Michel De Groote (1974–1977, 1979–1989)
- Georges Grün (1982–1990, 1994–1996)
- Arnór Guðjohnsen (1983–1990)
- Arie Haan (1975–1981)
- Pierre Hanon (1954–1970)
- Besnik Hasi (2000–2006)
- Ahmed Hassan (2006–2008)
- Georges Heylens (1960–1973)
- Paul Van Himst (1959–1975)
- Roland Juhász (2005–2013)
- Armand Jurion (1953–1968)
- Jan Koller (1999–2001)
- Vincent Kompany (2002–2006, 2019–2020)
- Cheikhou Kouyaté (2008–2014)
- Romelu Lukaku (2009–2011)
- Dieumerci Mbokani (2006–2007, 2011–2013)
- Henri Meert (1942–1960)
- Joseph Mermans (1942–1957)
- Aleksandar Mitrović (2013–2015)
- Jan Mulder (1965–1972)
- Jacky Munaron (1974–1989)
- Luc Nilis (1986–1994)
- Luís Oliveira (1988–1992)
- Morten Olsen (1980–1986)
- Luka Peruzović (1980–1986)
- Dennis Praet (2011–2016)
- Silvio Proto (2005–2016)
- Wilfried Puis (1960–1971)
- Tomasz Radzinski (1998–2001)
- Rob Rensenbrink (1971–1979)
- Jan Ruiter (1971–1977)
- Graeme Rutjes (1990–1996)
- Enzo Scifo (1983–1987, 1997–2000)
- Alin Stoica (1996–2002)
- Lorenzo Staelens (1998–2000)
- Jacky Stockman (1957–1966, 1972–1973)
- Matías Suárez (2008–2016)
- Łukasz Teodorczyk (2016–2018)
- Jean Thissen (1974–1979)
- Youri Tielemans (2013–2017)
- Adri van Tiggelen (1986–1991)
- Jean Trappeniers (1959–1971)
- Erwin Vandenbergh (1982–1986)
- René Vandereycken (1983–1986)
- Yves Vanderhaeghe (2000–2007)
- Franky Vercauteren (1975–1987)
- Jan Verheyen (1971–1975)
- Bruno Versavel (1992–1997)
- Johan Walem (1991–1997)
- Filip De Wilde (1987–1996, 1998–2003)
- Christian Wilhelmsson (2003–2006)
- Michel De Wolf (1990–1994)
- Marcin Wasilewski (2007–2013)
- Pär Zetterberg (1993–2000, 2003–2006)
- Daniel Zítka (2002–2010)

## Top 10 nach Einsätzen und Toren
(Stand: Saisonende 2018/19; berücksichtigt sind alle Pflichtspiele und -tore)
| Einsätze                           | Einsätze          | Einsätze            | Einsätze |
| ---------------------------------- | ----------------- | ------------------- | -------- |
| 01                                 | Olivier Deschacht | 2001–2018           | 604      |
| 02                                 | Paul van Himst    | 1959–1975           | 409      |
| 03                                 | Filip De Wilde    | 1987–1996 1997–2003 | 490      |
| 04                                 | Frank Vercauteren | 1975–1987           | 484      |
| 05                                 | Hugo Broos        | 1970–1983           | 453      |
| 06                                 | Georges Heylens   | 1960–1973           | 452      |
| 07                                 | Pierre Hanon      | 1954–1970           | 404      |
| 08                                 | Bertrand Crasson  | 1989–1996 1998–2003 | 399      |
| 09                                 | Michel De Groote  | 1975–1977 1979–1989 | 395      |
| 10                                 | Jacky Munaron     | 1974–1989           | 391      |
| * = noch beim RSC Anderlecht aktiv |                   |                     |          |

| Tore                               | Tore                    | Tore                | Tore |
| ---------------------------------- | ----------------------- | ------------------- | ---- |
| 01                                 | Joseph Mermans          | 1942–1957           | 345  |
| 02                                 | Paul van Himst          | 1959–1975           | 310  |
| 03                                 | Ferdinand Adams         | 1919–1934           | 232  |
| 04                                 | Rob Rensenbrink         | 1971–1980           | 197  |
| 05                                 | Luc Nilis               | 1986–1994           | 171  |
| 06                                 | Jacky Stockman          | 1957–1966 1972–1973 | 158  |
| 07                                 | Hippolyte Van den Bosch | 1943–1948 1952–1958 | 153  |
| 08                                 | Jan Mulder              | 1965–1972           | 141  |
| 09                                 | François Van der Elst   | 1971–1980           | 118  |
| 10                                 | Erwin Vandenbergh       | 1982–1986           | 112  |
| * = noch beim RSC Anderlecht aktiv |                         |                     |      |

## Trainerhistorie
| Amtszeit        | Nat.        | Trainer                 |
| --------------- | ----------- | ----------------------- |
| 07.1960–06.1966 | Frankreich  | Pierre Sinibaldi        |
| 07.1966–06.1968 | Ungarn      | András Béres            |
| 07.1968–12.1968 | Rumänien    | Norberto Höfling        |
| 01.1969–06.1971 | Frankreich  | Pierre Sinibaldi        |
| 07.1971–12.1972 | Deutschland | Georg Keßler            |
| 12.1971–06.1973 | Belgien     | Hippolyte Van den Bosch |
| 07.1973–06.1975 | Belgien     | Urbain Braems           |
| 07.1975–06.1976 | Niederlande | Hans Croon              |
| 07.1976–06.1979 | Belgien     | Raymond Goethals        |
| 07.1979–06.1980 | Belgien     | Urbain Braems           |
| 07.1980–09.1982 | Kroatien    | Tomislav Ivić           |
| 09.1982–12.1985 | Belgien     | Paul Van Himst          |
| 01.1986–06.1987 | Niederlande | Arie Haan               |
| 07.1987–02.1988 | Belgien     | Georges Leekens         |
| 02.1988–06.1989 | Belgien     | Raymond Goethals        |
| 07.1989–06.1992 | Niederlande | Aad de Mos              |
| 07.1982–01.1993 | Kroatien    | Luka Peruzović          |
| 01.1993–06.1995 | Niederlande | Johan Boskamp           |
| 07.1995–08.1995 | Deutschland | Herbert Neumann         |
| 08.1995–06.1997 | Niederlande | Johan Boskamp           |
| 07.1997–12.1997 | Belgien     | René Vandereycken       |

| Amtszeit        | Nat.        | Trainer             |
| --------------- | ----------- | ------------------- |
| 12.1997–09.1998 | Niederlande | Arie Haan           |
| 09.1998–06.1999 | Belgien     | Jean Dockx          |
| 07.1999–06.2002 | Belgien     | Aimé Anthuenis      |
| 07.2002–02.2005 | Belgien     | Hugo Broos          |
| 02.2005–11.2007 | Belgien     | Franky Vercauteren  |
| 11.2007–05.2012 | Belgien     | Ariël Jacobs        |
| 07.2012–04.2014 | Niederlande | John van den Brom   |
| 04.2014–05.2016 | Albanien    | Besnik Hasi         |
| 07.2016–09.2017 | Schweiz     | René Weiler         |
| 09.2017–10.2017 | Argentinien | Nicolás Frutos      |
| 10.2017–12.2018 | Belgien     | Hein Vanhaezebrouck |
| 12.2017–01.2019 | Frankreich  | Karim Belhocine     |
| 01.2019–04.2019 | Niederlande | Fred Rutten         |
| 04.2019–06.2019 | Frankreich  | Karim Belhocine     |
| 07.2019–10.2019 | Wales       | Simon Davies *      |
| 10.2019–08.2020 | Belgien     | Franky Vercauteren  |
| 08.2020–06.2022 | Belgien     | Vincent Kompany     |
| 07.2022–10.2022 | Belgien     | Felice Mazzù        |
| 10.2022–12.2022 | Niederlande | Robin Veldman       |
| 12.2022–09.2024 | Danemark    | Brian Riemer        |
| 09.2024–        | Belgien     | David Hubert        |

## Futsal
Zur Saison 2022/23 übernahm der RSC Anderlecht den mehrfachen UEFA Futsal-Champions-League-Teilnehmer und Erstligisten FP Halle-Gooik. Das Team spielt in Roosdaal, im Belleheide Center, einer neuen 1.200 Zuschauer fassenden Arena.
Der RSC Anderlecht richtete einen Spielort der Hauptrunde der UEFA Futsal-Champions League 2022/23 aus. Nach dem Weiterkommen in der Hauptrunde konnte man sich in der Eliterunde der UEFA-Futsal Champions League aufgrund des besseren Torverhältnisses gegenüber dem Vorjahressieger FC Barcelona durchsetzten. Im Halbfinale schied man schließlich gegen Sporting Lissabon aus.